# فتوای شیخ شلتوت در مورد فقه شیعه
فتوای شیخ شلتوت در مورد فقه شیعه یکی از مهم‌ترین فتواهایی که از جانب شیخ محمود شلتوت صادر شد آن بود که عمل به فقه شیعه همچون عمل به فقه مذاهب چهارگانه اهل سنت مجاز است. شیخ محمود شلتوت همچنین در برخی از فتواهای خودش، از احکام فقهی شیعه دفاع کرده است. این فتاوی در مواردی همچون تعداد طلاق، وجود شاهد عادل در طلاق، حرم رضاعی مطرح شده است.

## شیخ شلتوت
محمود شلتوت با عنوان مشهور «شیخ شلتوت» از بزرگان اهل سنت، محقق، مفسر، فقیه اصولی، ادیب لغوی مصری، و از رؤسای دانشگاه الازهر و از مؤسسان دارالتقریب بین المذاهب الاسلامیه. وی از مدافعان و از فعالان وحدت بین شیعه و سنی بوده است. به گفته محمد جواد مغنیه وی در سال ۱۹۶۳ میلادی شیخ دانشگاه الازهر شد.

## متن فتوا
از شیخ محمود شلتوت سؤال شد که
بعضی از مردم چنین می‌اندیشند برای آنکه مسلمان عبادات و معاملاتش صحیح باشد حتماً باید به یکی از مذاهب چهارگانه معروف عمل کند و در بین آنها مذهب شیعه امامیه و مذهب زیدیه نیست. آیا شما با این رأی به طور کلی موافقت دارید، و تقلید از مذهب شیعه امامیه را جائز نمی‌شمارید؟
ایشان در جواب چنین فرمودند:
 ۱. دین اسلام بر احدی از پیروانش متابعت از مذهب خاصی را لازم نمی‌شمرد، بلکه ما می‌گوییم: برای هر فرد مؤمن چنین حقی است که بتواند در ابتدای امر از هر یک از مذاهبی که صحیحاً نقل شده و در کتابهای مخصوص احکام آن مذهب نوشته شده است پیروی کند و همچنین کسی که از یک مذهب از این مذاهب پیروی می‌کرده می‌تواند عدول به مذهب دیگر بنماید، هر مذهبی باشد، و در این عمل باکی بر او نیست.
۲. مذهب جعفری معروف به مذهب امامی‌اثناعشری، مذهبی است که شرعاً پیروی از آن مانند پیروی از مذاهب اهل‌سنت جایز است؛ و سزاوار است مسلمانان این مطلب را بدانند و از عصبیت و طرفداری‌های بیجا و بدون حق و حمایت از مذهب معینی خودداری کنند. دین خدا و شریعت او تابع مذهبی نیست یا منحصر در مذهبی نیست. هر کس به مقام اجتهاد فائز گردد عنوان مجتهد بر او بار، و در نزد خدای تعالی عملش مقبول خواهد بود.

و جایز است برای کسی که اهلیت نظر و اجتهاد را ندارد از ایشان تقلید کند و به آنچه در فقه‌شان مقرر داشته‌اند عمل بنماید، و در این مسئله بین عبادات و معاملات تفاوتی نیست.

## عمل به فقه شیعه بر اساس فتوای شلتوت
در زمان ریاست جمهوری ناصر یکی از مفتیان برجسته مصر یعنی شیخ محمود شلتوت در زمینه فقه تطبیقی و عمل به فقه شیعه فتوایی مهم صادر کرد که از ایران نیز مرجع شیعه آقا حسین بروجردی به این اقدام، پاسخ مساعد داد. در پی آشنایی مفتیان اهل تسنن و مراجع شیعه، یکی از مهم‌ترین فتواهایی که از جانب شیخ محمود شلتوت صادر شد آن بود که عمل به فقه شیعه همچون عمل به فقه مذاهب چهارگانه اهل سنت مجاز است.
شیخ محمود شلتوت همچنین در برخی از فتواهای خودش، از احکام فقهی شیعه دفاع کرده است. این فتاوی در مواردی همچون تعداد طلاق، وجود شاهد عادل در طلاق، حرم رضاعی مطرح شده است.

### تعداد طلاق
یکی از مسائل فقه تطبیقی در میان مذاهب پنج‌گانه اسلامی، آن است که مرد می‌تواند تا سه بار زنش را طلاق بگوید و پس از سه بار طلاق بائن، زن بر مرد حرام می‌شود؛ و نیاز به فرد دیگری به نام محلل دارد تا اگر زن خواست به شوهر اول بازگردد ابتدا با محلل ازدواج کند و پس از آن، به شوهر اولش بازگردد.
اختلافی که در این باره مطرح می‌شود این است که اگر در یک مجلس، کسی سه بار زنش را طلاق گفت یک طلاق محسوب می‌شود یا سه طلاق محسوب می‌شود؟ بر اساس نظرگاه شیعه این سه بارگفتن یک طلاق محسوب می‌شود و سه طلاق را پس از رجوع در هر طلاق و طلاق گفتن بعدی در طهری دیگر تا سه بار می‌داند.
اما در میان اهل سنت اختلاف است. برخی از اهل سنت این سه بار گفتن را سه طلاق محسوب می‌کنند. از سوی دیگر برخی از فقهای اهل سنت نیز این طلاق را یک طلاق محسوب می‌کنند همچون طلاوس، عکرمه، ابن دینار، عکرمه، این مسعود و عبدالرحمن ابن عوف. سید سابق نیز از فقهای متاخر همچون ابن تیمیه و ابن القیم نقل کرده است که سه طلاق در یک مجلس، یک طلاق محسوب می‌شود. در قانون مصر نیز در ماده سه شماره ۲۵ سال ۱۹۲۹ میلادی، سه طلاق یک طلاق محسوب شده است و شیخ شلتوت نیز همین رای پذیرفته است که همان رایی است که در فقه شیعه وجود دارد.